# Géza Kardos
Pour les articles homonymes, voir Kardos (homonymie).
Dans le nom hongrois Kardos Géza, le nom de famille précède le prénom, mais cet article utilise l’ordre habituel en français Géza Kardos, où le prénom précède le nom.
Géza Kardos, né le 20 juin 1918, à Kispest, en Hongrie et mort le 13 juillet 1986, à Budapest, en Hongrie, est un ancien joueur hongrois de basket-ball. 

## Palmarès
- 3e du championnat d'Europe 1946